# Patapan (Beber)
Patapan is een bestuurslaag in het regentschap Cirebon van de provincie West-Java, Indonesië. Patapan telt 2683 inwoners (volkstelling 2010).